# День советской оккупации (Грузия)
День советской оккупации отмечается в Грузии ежегодно, 25 февраля, начиная с 2011 года.

## История
25 февраля 1921 года — день вторжения Красной Армии в Тбилиси во время советско-грузинской войны. Именно этот день является днём установления советской власти в Демократической республике Грузия, преобразования последней в Грузинскую Советскую Социалистическую Республику (ГССР). 18 марта 1921 г., после эмиграции грузинского правительства власть в Грузии фактически перешла в руки большевиков. В эмиграции грузинскими властями было образовано правительство Грузинской Демократической Республики в изгнании. Инициатором создания «Грузинской советской республики» выступил Филипп Махарадзе, который после победы советской армии над Грузией занимал в ГССР должности председателя Центрального исполнительного комитета (ЦИК), председателя Совета народных комиссаров (СНК), а также председателя ЦИК ЗСФСР.

## Наши дни
Указ «О Дне советской оккупации» был принят Парламентом Грузии («за» проголосовали 87 из 110 депутатов) 21 июля 2010 года. Первый раз он отмечался 25 февраля 2011 года, в этот день в стране были приспущены государственные флаги и объявлена минута молчания. Грузия ввела День советской оккупации вслед за Латвией и Молдавией (инициатива отклонена).
C 2006 года в Тбилиси существует Музей советской оккупации, посвящённый пребыванию республики в составе СССР, жертвам репрессий и антисоветским движениям, существовавшим в Грузии.